# Vuelta a España 2019 – 16. etap
16. etap kolarskiego wyścigu Vuelta a España 2019 odbył się 9 września na trasie liczącej 144,4 km. Start etapu miał miejsce w Pravii, a meta na Alto de La Cubilla.

## Klasyfikacja etapu
| \| Klasyfikacja etapu \| Klasyfikacja etapu \| Klasyfikacja etapu \| Klasyfikacja etapu \| Klasyfikacja etapu \| \| Kolarz \| Kolarz \| Państwo \| Drużyna \| Czas \| \| ------------------ \| ----------------------- \| ------------------ \| ----------------------------- \| ------------------ \| \| 1. \| Jakob Fuglsang \| Dania \| Astana \| 4h 01' 22" \| \| 2. \| Tao Geoghegan Hart \| Wielka Brytania \| Team Ineos \| + 22" \| \| 3. \| Luis León Sánchez \| Hiszpania \| Astana \| + 40" \| \| 4. \| James Knox \| Wielka Brytania \| Deceuninck-Quick Step \| + 42" \| \| 5. \| Gianluca Brambilla \| Włochy \| Trek-Segafredo \| + 1' 12" \| \| 6. \| Thomas De Gendt \| Belgia \| Lotto-Soudal \| + 2' 09" \| \| 7. \| Mikel Bizkarra \| Hiszpania \| Euskadi Basque Country-Murias \| + 2' 15" \| \| 8. \| Amanuel Ghebreigzabhier \| Erytrea \| Dimension Data \| + 2' 21" \| \| 9. \| Philippe Gilbert \| Belgia \| Deceuninck-Quick Step \| + 2' 32" \| \| 10. \| Geoffrey Bouchard \| Francja \| AG2R La Mondiale \| + 2' 32" \| |                         |                 |                               |            |
| |                         |                 |                               |            |
| Źródło: ProCyclingStats |                         |                 |                               |            |
| Klasyfikacja etapu |                         |                 |                               |            |
| Kolarz | Kolarz                  | Państwo         | Drużyna                       | Czas       |
| 1. | Jakob Fuglsang          | Dania           | Astana                        | 4h 01' 22" |
| 2. | Tao Geoghegan Hart      | Wielka Brytania | Team Ineos                    | + 22"      |
| 3. | Luis León Sánchez       | Hiszpania       | Astana                        | + 40"      |
| 4. | James Knox              | Wielka Brytania | Deceuninck-Quick Step         | + 42"      |
| 5. | Gianluca Brambilla      | Włochy          | Trek-Segafredo                | + 1' 12"   |
| 6. | Thomas De Gendt         | Belgia          | Lotto-Soudal                  | + 2' 09"   |
| 7. | Mikel Bizkarra          | Hiszpania       | Euskadi Basque Country-Murias | + 2' 15"   |
| 8. | Amanuel Ghebreigzabhier | Erytrea         | Dimension Data                | + 2' 21"   |
| 9. | Philippe Gilbert        | Belgia          | Deceuninck-Quick Step         | + 2' 32"   |
| 10. | Geoffrey Bouchard       | Francja         | AG2R La Mondiale              | + 2' 32"   |

## Klasyfikacje po etapie

### Klasyfikacja generalna
| \| Klasyfikacja generalna \| Klasyfikacja generalna \| Klasyfikacja generalna \| Klasyfikacja generalna \| Klasyfikacja generalna \| \| Kolarz \| Kolarz \| Państwo \| Drużyna \| Czas \| \| ---------------------- \| ---------------------- \| ---------------------- \| -------------------------- \| ---------------------- \| \| 1. \| Primož Roglič \| Słowenia \| Team Jumbo-Visma \| 62h 17' 52" \| \| 2. \| Alejandro Valverde \| Hiszpania \| Movistar Team \| + 2' 48" \| \| 3. \| Tadej Pogačar \| Słowenia \| UAE Team Emirates \| + 3' 42" \| \| 4. \| Miguel Ángel López \| Kolumbia \| Astana \| + 3' 59" \| \| 5. \| Rafał Majka \| Polska \| Bora-Hansgrohe \| + 7' 40" \| \| 6. \| Nairo Quintana \| Kolumbia \| Movistar Team \| + 7' 43" \| \| 7. \| Nicolas Edet \| Francja \| Cofidis, Solutions Crédits \| + 10' 27" \| \| 8. \| Wilco Kelderman \| Holandia \| Team Sunweb \| + 10' 34" \| \| 9. \| Carl Fredrik Hagen \| Norwegia \| Lotto-Soudal \| + 10' 40" \| \| 10. \| Hermann Pernsteiner \| Austria \| Bahrain-Merida \| + 12' 05" \| |                     |           |                            |             |
| |                     |           |                            |             |
| Źródło: ProCyclingStats |                     |           |                            |             |
| Klasyfikacja generalna |                     |           |                            |             |
| Kolarz | Kolarz              | Państwo   | Drużyna                    | Czas        |
| 1. | Primož Roglič       | Słowenia  | Team Jumbo-Visma           | 62h 17' 52" |
| 2. | Alejandro Valverde  | Hiszpania | Movistar Team              | + 2' 48"    |
| 3. | Tadej Pogačar       | Słowenia  | UAE Team Emirates          | + 3' 42"    |
| 4. | Miguel Ángel López  | Kolumbia  | Astana                     | + 3' 59"    |
| 5. | Rafał Majka         | Polska    | Bora-Hansgrohe             | + 7' 40"    |
| 6. | Nairo Quintana      | Kolumbia  | Movistar Team              | + 7' 43"    |
| 7. | Nicolas Edet        | Francja   | Cofidis, Solutions Crédits | + 10' 27"   |
| 8. | Wilco Kelderman     | Holandia  | Team Sunweb                | + 10' 34"   |
| 9. | Carl Fredrik Hagen  | Norwegia  | Lotto-Soudal               | + 10' 40"   |
| 10. | Hermann Pernsteiner | Austria   | Bahrain-Merida             | + 12' 05"   |

### Klasyfikacja punktowa
| Klasyfikacja punktowa | Klasyfikacja punktowa | Klasyfikacja punktowa | Klasyfikacja punktowa  | Klasyfikacja punktowa |
| Kolarz                | Kolarz                | Państwo               | Drużyna                | Punkty                |
| --------------------- | --------------------- | --------------------- | ---------------------- | --------------------- |
| 1.                    | Primož Roglič         | Słowenia              | Team Jumbo-Visma       | 117 pkt               |
| 2.                    | Tadej Pogačar         | Słowenia              | UAE Team Emirates      | 92 pkt                |
| 3.                    | Alejandro Valverde    | Hiszpania             | Movistar Team          | 82 pkt                |
| 4.                    | Nairo Quintana        | Kolumbia              | Movistar Team          | 82 pkt                |
| 5.                    | Sam Bennett           | Irlandia              | Bora-Hansgrohe         | 70 pkt                |
| 6.                    | Miguel Ángel López    | Kolumbia              | Astana                 | 57 pkt                |
| 7.                    | Alex Aranburu         | Hiszpania             | Caja Rural-Seguros RGA | 52 pkt                |
| 8.                    | Marc Soler            | Hiszpania             | Movistar Team          | 45 pkt                |
| 9.                    | Tosh Van der Sande    | Belgia                | Lotto-Soudal           | 44 pkt                |
| 10.                   | Ruben Guerreiro       | Portugalia            | Katusha-Alpecin        | 43 pkt                |

### Klasyfikacja górska
| Klasyfikacja górska | Klasyfikacja górska | Klasyfikacja górska | Klasyfikacja górska           | Klasyfikacja górska |
| Kolarz              | Kolarz              | Państwo             | Drużyna                       | Punkty              |
| ------------------- | ------------------- | ------------------- | ----------------------------- | ------------------- |
| 1.                  | Geoffrey Bouchard   | Francja             | AG2R La Mondiale              | 50 pkt              |
| 2.                  | Ángel Madrazo       | Hiszpania           | Burgos-BH                     | 44 pkt              |
| 3.                  | Tao Geoghegan Hart  | Wielka Brytania     | Team Ineos                    | 29 pkt              |
| 4.                  | Tadej Pogačar       | Słowenia            | UAE Team Emirates             | 25 pkt              |
| 5.                  | Jakob Fuglsang      | Dania               | Astana                        | 24 pkt              |
| 6.                  | Alejandro Valverde  | Hiszpania           | Movistar Team                 | 22 pkt              |
| 7.                  | Mikel Bizkarra      | Hiszpania           | Euskadi Basque Country-Murias | 22 pkt              |
| 8.                  | Sergio Henao        | Kolumbia            | UAE Team Emirates             | 21 pkt              |
| 9.                  | Sergio Samitier     | Hiszpania           | Euskadi Basque Country-Murias | 20 pkt              |
| 10.                 | Primož Roglič       | Słowenia            | Team Jumbo-Visma              | 20 pkt              |

### Klasyfikacja młodzieżowa
| Klasyfikacja młodzieżowa | Klasyfikacja młodzieżowa | Klasyfikacja młodzieżowa | Klasyfikacja młodzieżowa      | Klasyfikacja młodzieżowa |
| Kolarz                   | Kolarz                   | Państwo                  | Drużyna                       | Czas                     |
| ------------------------ | ------------------------ | ------------------------ | ----------------------------- | ------------------------ |
| 1.                       | Tadej Pogačar            | Słowenia                 | UAE Team Emirates             | 62h 21' 34"              |
| 2.                       | Miguel Ángel López       | Kolumbia                 | Astana                        | + 17"                    |
| 3.                       | James Knox               | Wielka Brytania          | Deceuninck-Quick Step         | + 9' 44"                 |
| 4.                       | Sergio Higuita           | Kolumbia                 | EF Education First            | + 10' 42"                |
| 5.                       | Ruben Guerreiro          | Portugalia               | Katusha-Alpecin               | + 13' 44"                |
| 6.                       | Kilian Frankiny          | Szwajcaria               | Groupama-FDJ                  | + 20' 55"                |
| 7.                       | Amanuel Ghebreigzabhier  | Erytrea                  | Dimension Data                | + 34' 21"                |
| 8.                       | Sepp Kuss                | Stany Zjednoczone        | Team Jumbo-Visma              | + 36' 24"                |
| 9.                       | Ben O’Connor             | Australia                | Dimension Data                | + 38' 33"                |
| 10.                      | Óscar Rodríguez          | Hiszpania                | Euskadi Basque Country-Murias | + 38' 43"                |

### Klasyfikacja drużynowa
| Klasyfikacja drużynowa | Klasyfikacja drużynowa        | Klasyfikacja drużynowa | Klasyfikacja drużynowa |
| Drużyna                | Drużyna                       | Państwo                | Czas                   |
| ---------------------- | ----------------------------- | ---------------------- | ---------------------- |
| 1.                     | Movistar Team                 | Hiszpania              | 186h 06' 03"           |
| 2.                     | Astana                        | Kazachstan             | + 16' 11"              |
| 3.                     | Team Jumbo-Visma              | Holandia               | + 47' 30"              |
| 4.                     | Mitchelton-Scott              | Australia              | + 1h 47' 33"           |
| 5.                     | AG2R La Mondiale              | Francja                | + 1h 48' 09"           |
| 6.                     | Euskadi Basque Country-Murias | Hiszpania              | + 2h 07' 31"           |
| 7.                     | Trek-Segafredo                | Stany Zjednoczone      | + 2h 13' 31"           |
| 8.                     | Bahrain-Merida                | Bahrajn                | + 2h 15' 56"           |
| 9.                     | Dimension Data                | Południowa Afryka      | + 2h 16' 24"           |
| 10.                    | Cofidis, Solutions Crédits    | Francja                | + 2h 35' 19"           |